# Подмонастырёк (Дрогобычский район)
Подмонастырёк (укр. Підмонастирок) — село в Бориславской городской общине Дрогобычского района Львовской области Украины.
Население по переписи 2001 года составляло 198 человек. Занимает площадь 0,559 км². Почтовый индекс — 82124. Телефонный код — 3244.